# Austrolejeunea conchophylla
Austrolejeunea conchophylla là một loài Rêu trong họ Lejeuneaceae. Loài này được (Grolle) Pocs mô tả khoa học đầu tiên năm 2006.